# Syed Kamall
Syed Kamall, né le 2 mars 1967 à Islington en Londres, est un homme politique britannique appartenant au Parti conservateur.
Il est député européen de 2005 à 2019 et devient le chef de la délégation du Parti conservateur au Parlement européen en 2013. Il préside le groupe des Conservateurs et réformistes européens de 2014 à 2019. Il est créé pair à vie le 11 février 2021.

## Biographie

### Origines et études
Syed Kamall est né et a grandi à Islington (Londres). Musulman, il est originaire du Guyana. C'est dans les années 1950 que son père quitte le Guyana pour s'installer à Londres.
Il fréquente la Latymer School avant de poursuivre ses études au sein de l'université de Liverpool où il obtient un Bachelor en ingénierie. Il décroche ensuite un master à la London School of Economics et un doctorat à la City University de Londres.

### Carrière professionnelle
Syed Kamall commence sa carrière professionnelle en 1989 en travaillant pendant deux ans comme analyste des systèmes financiers pour le département d'outre-mer de la banque NatWest. Par la suite, il travaille comme consultant en marketing, affaires publiques et stratégie pour diverses entreprises. Depuis 2004, il est professeur invité à l'université de Leeds où il propose des enseignements pour les étudiants en MBA et où il supervise les travaux de doctorants. 

### Carrière politique

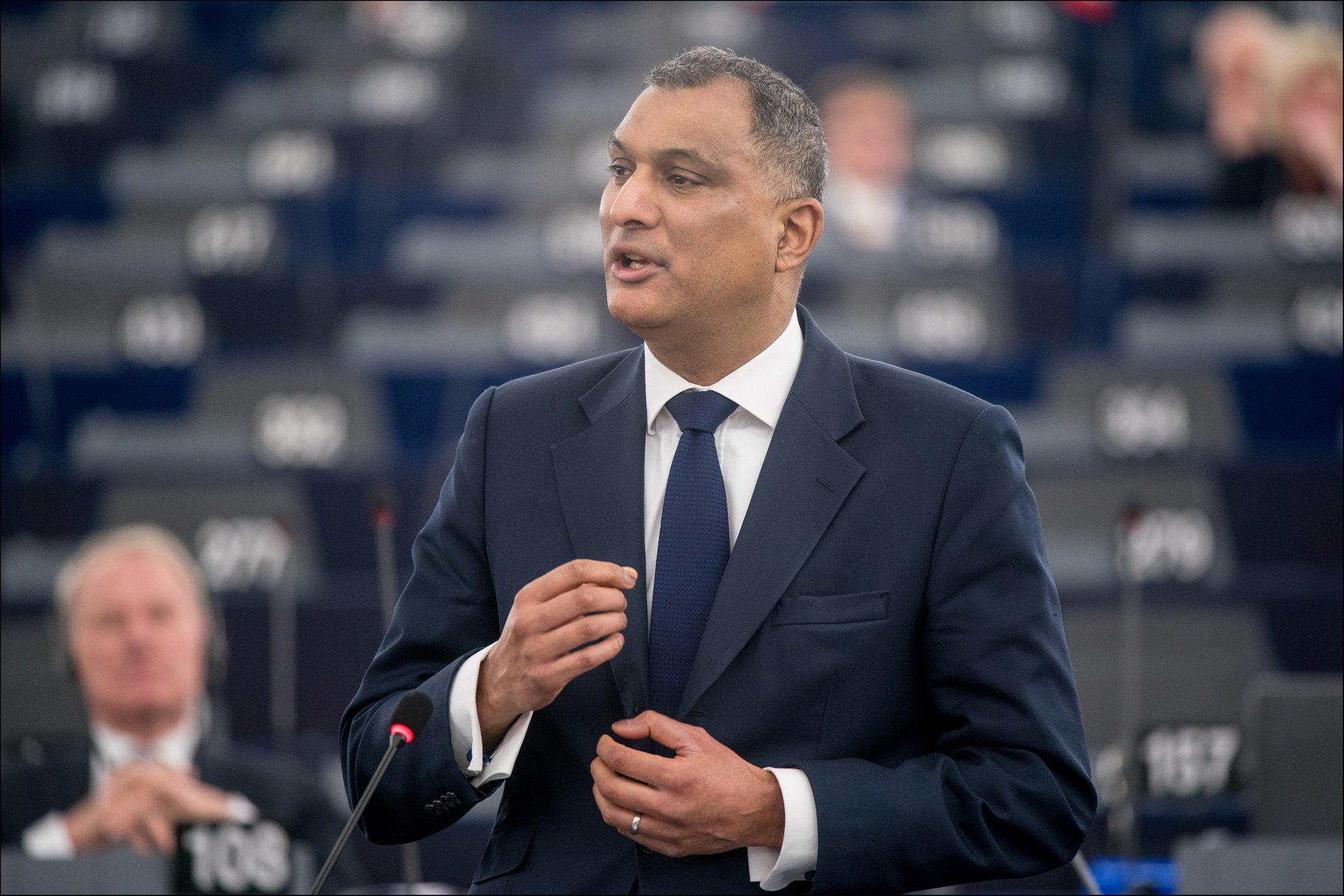
Syed Kamall en 2019.

Syed Kamall est membre du Parti conservateur depuis 1987. En mai 2000, il est candidat pour intégrer l'Assemblée de Londres et l'année suivante, en 2001, il se présente aux élections générales britanniques de 2001 à West Ham. Toutefois, il n'est pas élu lors de ces scrutins. 
Pour les élections européennes de 2004, il figure en quatrième position sur la liste des conservateurs. Le Parti conservateur ne gagne que trois sièges mais Syed Kamall intègre le Parlement européen en mai 2005 quand Theresa Villiers démissionne de son mandat. Il est élu puis réélu député européen en 2009 et 2014.
Par ailleurs, Syed Kamall contribue au Cobden Centre, un think tank qui se développe autour de l'école autrichienne d'économie.
En 2016, il attire l'attention des médias en mimant un geste de masturbation au sein du Parlement européen, vraisemblablement pour marquer sa désapprobation envers son collègue Guy Verhofstadt.
Il est créé pair à vie en 2021, comme baron Kamall et siège à la Chambre des lords.